# Vichuquén
Vichuquén é uma comuna da província de Curicó, localizada na Região de Maule, Chile. Possui uma área de 425,7 km² e uma população de 4.916 habitantes (2002).